# Alvin Lee
Alvin Lee (Nottingham, 19 dicembre 1944 – Marbella, 6 marzo 2013) è stato un chitarrista, cantante e compositore britannico noto per aver fondato e aver fatto parte dei Ten Years After.

## Biografia
Alvin Lee nasce a Nottingham nel 1944. Nel 1966 fonda i Ten Years After assieme al bassista Leo Lyons e al batterista Ric Lee. Con questo gruppo, nel 1969 partecipa al festival di Woodstock dove si esibisce in un assolo di chitarra durante il brano I'm Going Home entrato nella leggenda della musica rock.
I Ten Years After ebbero successo, pubblicando dieci album insieme, ma nel 1973 Lee si sentiva limitato dallo stile della band. Il passaggio alla Columbia Records aveva portato a un successo radiofonico con la canzone I'd Love to Change the World, ma Lee preferiva il blues rock allo stile pop preferito dall'etichetta. Lasciò il gruppo dopo il loro secondo LP con la Columbia.
Con il pioniere del rock cristiano americano Mylon LeFevre, insieme a ospiti come George Harrison, Steve Winwood, Ronnie Wood e Mick Fleetwood, registrò e pubblicò On the Road to Freedom, un album acclamato che era all'avanguardia del country rock. Sempre nel 1973, partecipò alla registrazione del doppio album di Jerry Lee Lewis The Session...Recorded in London with Great Artists, che includeva molti altri ospiti tra cui Albert Lee, Peter Frampton e Rory Gallagher. Un anno dopo, in risposta a una sfida, Lee formò gli Alvin Lee & Company per suonare un concerto al Rainbow Theatre di Londra e lo pubblicò come doppio album live, In Flight. Vari membri della band continuarono con Lee per i suoi successivi due album, Pump Iron! e Let It Rock.
Alla fine del 1975, suonò la chitarra per un paio di tracce dell'album The 20th Anniversary of Rock 'n' Roll di Bo Diddley, che includeva molte star. Concluse gli anni '70 con una formazione chiamata Ten Years Later, con Tom Compton alla batteria e Mick Hawksworth al basso, che pubblicò due album, Rocket Fuel nel 1978 e Ride On nel 1979, e fece ampi tour in Europa e negli Stati Uniti.
Gli anni '80 portarono un altro cambiamento nella direzione di Lee, con due album che furono collaborazioni con Steve Gould dei Rare Bird e un tour per il quale il chitarrista ex John Mayall e Rolling Stones Mick Taylor si unì alla sua band.
La produzione musicale complessiva di Lee include più di 20 album, tra cui Detroit Diesel del 1987, About Time del 1989 (l'album della reunion con i Ten Years After) registrato a Memphis con il produttore Terry Manning e le collezioni consecutive degli anni '90 Zoom e Nineteen Ninety-Four (titolo USA I Hear You Rockin'). Artisti ospiti su entrambi gli album includevano George Harrison.
In Tennessee, registrato con Scotty Moore e D. J. Fontana, fu pubblicato nel 2004. L'ultimo album di Lee, Still on the Road to Freedom, fu pubblicato nel settembre 2012.
I suoi principali ispiratori sono stati Chuck Berry e Scotty Moore, quest'ultimo leggendario chitarrista entrato nella Rock and Roll Hall of Fame.
È deceduto nel 2013 all'età di 68 anni per le complicazioni seguite a un intervento chirurgico.

## Discografia

### Solista

#### Come Alvin Lee
Album in studio
- 1973 - On the Road to Freedom
- 1974 - In Flight
- 1976 - Pump Iron
- 1978 - Let It Rock
- 1981 - Rx5
- 1986 - Detroit Diesel
- 1992 - Zoom
- 1993 - Nineteen Ninety Four
- 1994 - I Hear You Rockin'
- 1995 - Pure Blues
- 2007 - Saguitar
- 2012 - Still On The Road To Freedom

Live
- 1999 - Live In Vienna
- 2004 - Alvin Lee In Tennessee

#### Come Alvin Lee & Ten Years Later
- 1978 - Rocket Fuel
- 1979 - Ride On
- 1997 - Solid Rock

#### Come Alvin Lee Band
- 1980 - F.R.E.E.F.A.L.L

### Con i Ten Years After
- 1967 - Ten Years After
- 1968 - Undead
- 1968 - Stonedhenge
- 1969 - Ssssh
- 1970 - Cricklewood Green
- 1970 - Watt
- 1971 - A Space in Time
- 1972 - Alvin Lee and Company
- 1972 - Rock & Roll Music to the World
- 1973 - Recorded Live
- 1974 - Positive Vibrations
- 1989 - About Time
- 2001 - Live at the Fillmore East 1970

### Come Alvin Lee & Mylon LeFevre
- 1973 - On The Road To Freedom

## Membri principali della band
- Steve Gould - chitarra, voce
- Tim Hinkley - tastiera
- Mickey Feat - basso
- Ian Wallace - batteria